# Wiecznotrwała dobra nowina
Wiecznotrwała dobra nowina – seria ośmiodniowych kongresów (dużych spotkań religijnych) zorganizowanych przez Świadków Jehowy w 1963 roku. W jej trakcie zaplanowano kongresy międzynarodowe w ponad 20 krajach świata, w których uczestniczyła grupa delegatów przemieszczających się z kongresu na kongres, licząca 583 Świadków Jehowy z 27 państw.
Kongresy te zostały tak zorganizowane, by podróż dookoła świata potrwała 10 tygodni, a dzięki grupie podróżujących uczestników na wszystkie kongresy międzynarodowe tę serię kongresów nazwano „zgromadzeniem dookoła świata” . Odbyły się one od 30 czerwca do 8 września 1963 roku.
Głównym tematem serii kongresów była „Wiecznotrwała dobra nowina”. Nazwa została zaczerpnięta z Księgi Objawienia 14:6 (NW). W ramach serii kongresów przyjęto rezolucję „Ogłaszanie na całym świecie wiecznotrwałej dobrej nowiny”. W całej serii kongresów na całym świecie uczestniczyło łącznie 580 509 osób w 161 krajach, w tym 454 977 osób skorzystało z programu kongresów międzynarodowych, a 16 653 osoby zostały ochrzczone  .

## „Zgromadzenie dookoła świata”
Seria kongresów międzynarodowych rozpoczęła się w Milwaukee na County Stadium, w amerykańskim stanie Wisconsin. W kongresie od 30 czerwca do 7 lipca, uczestniczyło 57 055 osób . 
Kolejnym miejscem kongresu międzynarodowego był stadionie Yankee
w Nowym Jorku. Trwał od 7 do 14 lipca, uczestniczyły w nim 107 483 osoby, a 2251 zostało ochrzczonych . Na tym kongresie ogłoszono wydanie specjalnej jednotomowej edycji Pisma Świętego w Przekładzie Nowego Świata stanowiącej pomoc do studium Biblii. Ogłoszono również wydanie Chrześcijańskich Pism Greckich w Przekładzie Nowego Świata w językach francuskim, hiszpańskim, holenderskim, niemieckim, portugalskim i włoskim. Były to pierwsze wersje nieanglojęzyczne Przekładu Nowego Świata. W kongresie uczestniczyło również 57 delegatów z Brazylii.
Następnie „kongres okołoziemski” przeniósł się do Europy. W Londynie z programu skorzystało 50 111 osób , w Sztokholmie w Szwecji 25 160 osób. Potem kongres odbył się w Monachium w Niemczech. W obiektach na placu Theresienwiese zgromadziły się 107 164 osoby . Kongres we Włoszech zorganizowani na torze wyścigów konnych Vigorelli Velodrome w Mediolanie, z programu skorzystało 20 516 osób, 1233 ochrzczono .
Później delegaci przenieśli się do Aten w Grecji, gdzie jednak pod naciskiem miejscowych przywódców religijnych władze cofnęły zgodę na urządzenie kongresu na Stadionie Olimpijskim (Panatenajskim). Z tego powodu w Grecji do końca sierpnia program kongresowy był przedstawiany na terenie prywatnych posesji, a wysłuchało go blisko 10 tysięcy osób .
Następnie seria kongresów przeniosła się do Azji. Z programu w Salach Królestwa w Bejrucie w Libanie skorzystało 914 osób . W Jerozolimie podzielonej wówczas pomiędzy Jordanię i Izrael delegacja zwiedziła miasto i okolice związane z wydarzeniami biblijnymi .
W Nowym Delhi w Indiach, a jego uczestnicy przybyli z całego kraju. Był to pierwszy kongres międzynarodowy Świadków Jehowy w Indiach . Z kongresu w Rangunie w Birmie, skorzystały 603 osoby, a 16 ochrzczono . W kongresie w Bangkoku w Tajlandii uczestniczyło 961 osób, w Hongkongu 1180 osób , w Singapurze 560 , w Manili na Filipinach 37 806 osób .
W pierwszym w historii Indonezji kongresie międzynarodowy w Bandungu uczestniczyły 752 osoby, w tym 122 delegatów z zagranicy, a 34 osoby zostały ochrzczone. Z powodu państwowych obchodów Dnia Niepodległości trzy razy trzeba było zmieniać lokalizację zgromadzenia . W kongresie w Shoufeng na Tajwanie, uczestniczyło w nim 1566 osób, w Seulu w Korei Południowej 8975 . Po kongresie w Kioto w Japonii, delegaci przenieśli się do Australii i Oceanii. Liczba obecnych na kongresie w Melbourne w Australii wynosiła 13 142 osoby , w Auckland w Nowej Zelandii 6005 osób (187 zostało ochrzczonych) , w Suva na Fidżi 1080 osób . Serię kongresów międzynarodowych kończyły zorganizowane na początku września w Honolulu na Hawajach (6189 obecnych) i w Pasadenie w Kalifornii (118 447 obecnych) . W Honolulu było to największe zgromadzenie przeprowadzone do tego czasu na Hawajach przez jakąkolwiek organizację; ponadto po raz pierwszy przemówienie publiczne było nadawane przez telewizję .
Łącznie seria kongresów, w której uczestniczyła grupa 583 delegatów objęła 24 kraje świata. Zatrzymali się w około 200 hotelach, podróżowali 57 liniami lotniczymi i przebyli blisko 42 000 kilometrów. W sumie „kongres okołoziemski” objął 454 977 uczestników . Znaleźli się wśród nich również delegaci zapraszani z całego świata.

## Kongresy okręgowe
Poza serią „kongresów dookoła świata” w wielu krajach odbyły się kongresy okręgowe, np. w Temie w Ghanie, w Gbarnga w Liberii (gdzie żołnierze aresztowali m.in. Miltona G. Henschela), w Hajfie w Izraelu, w Kanadzie, czy w Ponce w Portoryko. Na zgromadzeniu w Wiedniu w Austrii obecni byli delegaci z Węgier.

## Niektóre punkty programu
Szczególnym punktem programu był publiczny wykład biblijny, zatytułowany „Gdy Bóg będzie Królem nad całą ziemią”. Wykład ten w miastach goszczących kongresy międzynarodowe przedstawiał zazwyczaj Nathan H. Knorr, prezes Towarzystwa Strażnica. Wskazywał w nim na biblijną obietnicę przywrócenia na ziemi raju. Na wszystkich zgromadzeniach przyjęto również rezolucję zatytułowaną „Ogłaszanie na całym świecie wiecznotrwałej dobrej nowiny”. Zobowiązywała ona uczestników kongresu do kierowania uwagi na Dobrą Nowinę o Królestwie Bożym.
Rezolucja stwierdzała m.in., że „świat stoi (...) przed powszechną klęską na podobieństwo trzęsienia ziemi, jakiego jeszcze nigdy nie przeżywał, a wszystkie jego polityczne urządzenia i dzisiejszy religijny Babilon zostaną tak wstrząśnięte, że legną w gruzach”. Dlatego też powzięto postanowienie: „Chcemy nadal głosić wszystkim narodom bez różnicy ‘wiecznotrwałą dobrą nowinę’ o mesjańskim Królestwie Bożym i sprawiedliwych Jego wyrokach, które dla Jego nieprzyjaciół równe są plagom, a które jednak zostaną wykonane celem wyzwolenia wszystkich ludzi pragnących w sposób mający uznanie Boże wielbić Stwórcę duchem i prawdą”.
Na zgromadzeniu w Nowym Jorku zaprezentowano nową pieśń religijną napisaną w izolatce przez misjonarza Świadków Jehowy działającego w Chinach, Harolda Kinga. Został on latem 1963 roku wypuszczony z chińskiego więzienia gdzie ponad cztery lata przebywał w izolatce za prowadzenie działalności kaznodziejskiej w tym kraju. Nową pieśń zatytułowaną „Od drzwi do drzwi” (później „Od domu do domu”) wykonał podczas tego kongresu Charles Sinutko. Znalazła się ona w śpiewniku Świadków Jehowy „Śpiewajcie Jehowie przy akompaniamencie muzyki rozbrzmiewającej w waszych sercach” oraz w późniejszych wydaniach śpiewników.

## Kampania głoszenia
Ponieważ tematem przewodnim serii kongresów była „Wiecznotrwała dobra nowina”, w każdym z miast kongresowych międzynarodowi delegaci oraz miejscowi uczestnicy zgromadzeń szukali sposobności do dzielenia się z mieszkańcami miast kongresowych dobrą nowiną zawartą w Biblii.